# Jacob Karlstrøm
Pour les articles homonymes, voir Karlström.
Jacob Karlstrøm, né le 9 janvier 1997 à Tromsø en Norvège, est un footballeur norvégien. Il joue au poste de gardien de but au IFK Göteborg, en en prêt de Molde FK.

## Biographie

### En club
Né à Tromsø en Norvège, Jacob Karlstrøm est formé par le club local du Tromsø IL.
Karlstrøm  joue son premier match en professionnel le 26 avril 2017, à l'occasion d'une rencontre de coupe de Norvège contre le Bjørnevatn IL (en). Il est titularisé et son équipe s'impose par cinq buts à zéro.
Il participe à son premier match en Eliteserien, la première division norvégienne, le 15 mai 2017, contre le Sarpsborg 08 FF. Il est titularisé et les deux équipes se neutralisent (1-1 score final).
En janvier 2022, Jacob Karlstrøm s'engage en faveur du Molde FK. Le transfert est annoncé dès le 15 décembre 2021 et il signe un contrat courant jusqu'en décembre 2025.
Il joue son premier match sous ses nouvelles couleurs le 13 mars 2022, à l'occasion d'une rencontre de coupe de Norvège contre l'Odds BK. Titularisé, il voit son équipe l'emporter après prolongations (3-2 score final).
Lors de la saison 2022, il est sacré Champion de Norvège,.

### En sélection
En mars 2022, Jacob Karlstrøm est convoqué pour la première fois avec l'équipe nationale de Norvège par le sélectionneur Ståle Solbakken.

## Palmarès
Molde FK
- Championnat de Norvège (1) :
  - Champion : 2022.